# Pitmedden
Pitmedden är en ort i Storbritannien.   Den ligger i kommunen Aberdeenshire och riksdelen Skottland, i den norra delen av landet, 700 km norr om huvudstaden London. Pitmedden ligger 62 meter över havet och antalet invånare är 1 246.
Terrängen runt Pitmedden är platt. Runt Pitmedden är det ganska tätbefolkat, med 179 invånare per kvadratkilometer. Närmaste större samhälle är Ellon, 7,1 km öster om Pitmedden. Trakten runt Pitmedden består till största delen av jordbruksmark.